# Janthinobacterium
Janthinobacterium es un género de bacterias gramnegativas de la familia Oxalobacteraceae. Fue descrito en el año 1978. Su etimología hace referencia a bacteria violeta. Son bacterias aerobias y móviles. Contiene especies ambientales que se han aislado de agua, y otras que en algunos casos pueden ser patógenas tanto de setas, peces y en raras ocasiones de humanos. 